# 美國體操協會
美国体操协会（USA Gymnastics或USAG）是美国一個全國性的体操管理机构。美国体操协会成立于1963年，前身是美国体操联合会（U.S. Gymnastics Federation，USGF）。美国体操协会负责为夏季奥林匹克运动会体操比赛和世界体操锦标赛挑选国家队成員和训练国家队。美国体操协会管理的女子项目有跳马、高低杠、平衡木和自由体操。該協會每年會举办几场全国电视转播比赛。男子项目包括自由体操、鞍马、吊环、跳马、双杠和单杠。